# Šarovy (hrad)
Šarovy jsou zaniklý hrad či tvrz asi 1,5 kilometru jižně od obce stejnojmenné obce. Jeho pozůstatky leží v katastrálním území Březolupy v okrese Uherské Hradiště. Dochovaly se z něj nepatrné zbytky zdiva, na ploše zalesněné ostrožny jsou však v terénu dodnes patrné poměrně výrazné valy a příkopy zřetelně vykreslující tvar hradního jádra a předhradí. Hradní jádro je do značné míry poškozeno amatérskými výkopy, které porušily vrstvy s glazovanou keramikou.

## Historie
K tvrzi Šarov přiléhala na severní straně původní podhradní ves stejného jména (tehdy psána v jednotném čísle), která byla majetkem starobylého vladyckého rodu ze Šarova (de Sarow). Tato původní ves stála jižně od dnešní obce a táhla se podél potoka Březnice a jeho levobřežního přítoku v linii směrem od hospodářského dvora na Lapači ke tvrzi. Zatímco šarovský kostel se v písemných pramenech připomíná již v období 1353–1363 v souvislosti s působením faráře Františka, ves je poprvé uvedena v majetku rodu Šarovců, konkrétně Jana a Onše ze Šarova, od roku 1360.
Od roku 1368 jsou v písemných pramenech postupně zmiňováni bratři Ondřej, Vojtěch a Vlk ze Šarova, kteří vlastnili kromě Šarova s okolím i Slušovice. V majetku rodu Šarovců byla kromě tvrze i řada vesnic, ale zčásti prodejem a zčásti rozdělením mezi potomky se majetek rodu postupně tenčil. Koncem 14. století držel pán šarovské tvrze jen samotný Šarov, dvě vesnice a několik dalších obcí. O tvrzi, ač ta již stála nejméně o století dříve, se písemné prameny zmiňují poprvé v roce 1406 a o dvoře v roce 1412. Ve zmíněném roce 1406 postoupil Ondřejův syn Oneš ze Šarova ves Šarov s tvrzí, mlýnem a rybníkem svému bratru, budoucímu husitovi Čeňkovi. Jeho pečeť nechyběla na protestní listině české a moravské šlechty do Kostnice proti upálení reformátora mistra Jana Husa. K husitům se hlásil v roce 1416 i šarovský farář Václav Škleboň, z toho důvodu se měl v roce 1418 v Olomouci zpovídat z kacířství před biskupem.
Na počátku husitských válek získal hrad Šarov katolík Mikuláš z Domamyslic. Ten v roce 1421 dobrovolně přenechal tvrz, uváděnou však poněkud nadneseně jako hrad (castrum) Šarov, králi Zikmundovi Lucemburskému, který zde sbíral vojsko k chystanému útoku na husity opevněné v Uherském Ostrohu. Dobývání proběhnuvší v roce 1422 i přes urputné boje nevedlo k úspěchu a Zikmund Lucemburský i s jeho pomocníkem Albrechtem II. Habsburským byl nucen stáhnout se před blížícími se litevskými posilami do Uher.
V roce 1447 náležela tvrz i se vsí Arklebu z Kunovic, ale ještě od téhož roku do roku 1466 se mezi jejich držiteli opět objevují šarovští vladykové, mezi prvními zejména válečník Čeněk ze Šarova, syn již zmíněného husity stejného jména. Čeněk a také jeho bratři se nechali najímat jako žoldnéři, přičemž bojovali na obou stranách války mezi Polskem a Řádem německých rytířů. Za česko-uherských válek s Matyášem Korvínem ve druhé polovině 15. století byla tvrz pobořena a ves kolem roku 1470 vypálena a následně zpustla, a to na delší dobu. V roce 1481 je totiž ves Šarov zmiňována jako pustá a vylidněná.
Zpustlou ves i poničenou tvrz převzal Čeňkův syn Jakub z Šarova a Krumsína, který byl v letech 1481–1520 nejvyšším hofrychtéřem Markrabství moravského. Jakub hospodařil v Krumsíně a pravděpodobně měl v úmyslu pozvednout zpustošené šarovské majetky. Tehdy zde totiž proběhla poměrně rozsáhlá stavební činnost, tvrz prošla obnovou do té míry, že v roce 1532 byl Šarov nazván hradem, a to u příležitosti změny majitele, když jeden z Jakubových nástupců Jiřík Šarovec ze Šarova prodal šarovské panství, tedy hrad Šarov, městečko Šarov a Zlámaný Újezd (dnešní Zlámanec) Václavu Tetourovi z Tetova, který je připojil k panství malenovickému. Václav Tetour z Tetova a Šarova získal v roce 1539 i Březolupy a k nim šarovský statek připojil v jeden celek.
Hrad byl pravděpodobně obyvatelný nejméně do roku 1560. V roce 1560 uvádí Václavův syn Burian Tetour držící Šarovy s Burianem a Fridrichem z Tetova při prodeji části svých statků Volfu Lorantovi hrad Šarov jako pustý. Hrad Šarov se přesto jako součást březolupského statku uvádí až do roku 1603. Když 1. května 1605 vtrhli Bočkajovci na Moravu, bez úspěchu zaútočili na Uherský Brod, ale 4. května vypálili Strání a Strážnici, dále pak vypálili i Březolupy, když 30. května táhli přes Březolupy kolem Šarova na Zlín. Jestli byl zpustošen i hrad, není v písemnostech uvedeno. V prodejní smlouvě z roku 1612 však již o hradu zmínka chybí, uvedena je pouze pustá ves Šarov. K roku 1641 majitel otrokovického statku baron Kryštof Karel Podstatský zmiňuje jeho šarovskou seč, čili paseky v šarovských lesích.
V roce 1649 otrokovický statek s jeho šarovskými pozemky přešly pod panství napajedelské. V roce 1696 bylo uvažováno o obnově zpustlé obce Šarov, vrchnost zde usadila pouze hajného, ale již v roce 1699 byla vybudována nová osada na výhodněji situovaných pozemcích poněkud severněji. V soupisu napajedelského panství figuruje pod názvem Vilímovice s jedenácti usedlostmi. Pojmenována byla zřejmě po napajedelském pánovi Juliu Vilémovi z Rottalu, ale nový název se stejně jako některé jiné názvy připomínající hrabata z Rottalu nevžil. Ze zápisu z roku 1708 je zřejmé, že převážil původní název, pod jménem Šarovy figuruje obec v seznamu napajedelského panství též z roku 1710. Opuštěný hrad byl jejími obyvateli rozebírán a kamenný materiál hradu byl druhotně používán ke stavebním účelům v této nově zbudované vsi. Ves Šarovy zůstala připojena k napajedelskému panství až do zrušení vrchnostenského zřízení.

### Archeologický výzkum
Archeologické nálezy z povrchového sběru dokládají, že hrad byl založen již koncem 13. století. Původně gotický hrad, na rozdíl od mnoha jiných, přestál bouřlivé období 15. století a byl patrně obýván až do začátku 17. století, neboť nálezy úlomků cihel vypovídají, že byly použity při přestavbách provedených ještě v první polovině 16. století. Jejich přepálení současně svědčí o velkém požáru, který zřejmě způsobil definitivní zánik hradu.

## Stavební podoba
Pozůstatky hradu jsou patrné v podobě reliéfu a nepatrných zbytků zdí na nijak zvlášť výhodném terénu tvořeném plochou širokou mírně se svažující a postupně se zužující ostrožnou svíranou dvěma stékajícími se potoky zaříznutými v žlebech v průběhu času vytvořených přívalovými dešti, asi dva kilometry jižně od obce Šarovy. Delší osa hradu je orientována ve směru sever–jih.
Vlastní jádro hradu o půdorysu tvaru čtverce s délkou stran 27 metrů je obehnáno v průměru patnáct metrů širokým, místy již zaneseným příkopem a vnějším valem dosahujícím na jihozápadní straně výšky přes 3 metry. Téměř ve středu hradního jádra blíže k jeho jižnímu nároží vystupují na povrch nepatrné zbytky kamenného základového zdiva kladeného na maltu náležejícího blíže nespecifikované stavbě snad věžovitého charakteru.
Na jihovýchodní straně přiléhá k hradnímu jádru předhradí obdélníkového tvaru se zaobleným jihovýchodním rohem chráněné vnitřním valem a příkopem o šířce šest metrů, poloměr oblouku dosahuje třicet metrů. Dále na jihovýchodě navazuje další užší obdélníkové v severovýchodní části rozšiřující se předhradí chráněné méně výrazným, než v předchozím případě, vnitřním valem a příkopem, které společně s prvním předhradím tvoří čtverec o straně asi šedesát metrů. Předhradí bylo zastavěno pravděpodobně hospodářskými budovami pouze dřevěná či hrázděná.

## Zajímavosti
Zřícenina zdejšího hradu náleží k zajímavým historickým lokalitám regionu. Pozoruhodnou zvláštností je půdorys čtvrtobloukového valu předhradí, který nebyl inspirován tvarem terénu. Hrad byl delší dobu téměř zapomenut a do širšího povědomí turistů i obyvatel blízkých obcí se opět vrátil teprve v roce 2009. Na jižním okraji předhradí Lesy České republiky vybudovaly přístřešek pro turisty a informační tabuli s popisem historie hradu a od tohoto data se zde každoročně setkávají obyvatelé nejbližších obcí obkružujících hrad. Setkání organizují místní turistické a občanské spolky obcí Šarovy, Březolupy, Zlámanec a Svárov, jako např. Šarovské hejtmanství, Chřibský lenochod, Chlapi sobě a další.

## Pověsti

### Pověst o zbojnické studánce u Šarova
V době, kdy Šarovy bývaly městečkem s kostelem a farou, stával nad městečkem slavný hrad pánů ze Šarova. Za středověkých válek bylo městečko vypáleno a zpustošený hrad pánů Šarovců se rozpadl. Poslední majitelé hradu byli nelítostní a své poddané nutili pracovat na panském od úsvitu do tmy bez odpočinku. V tu dobu se usídlili v lese zvaném Hlubočky loupežníci. Sedraných poddaných si nevšímali, neboť ty stejně nebylo o co oloupit. Usmysleli si, že vyloupí hrad Šarov. Přestrojili se za pány ze Šarova a zastavili panského kočího přivážejícího ke hradu prázdný kočár. Kočí je nepoznal, uctivě se uklonil, počkal až nastoupí a zavezl je až na nádvoří hradu. Když vystupovali, kočí se jim opět ukláněl až k zemi. Loupežníci využili momentu překvapení a nic netušící hradní hlídku přemohli a svázali. Potom nerušeně vběhli do hradu a pány ze Šarova pobili a hrad vyloupili. Uloupený poklad pak loupežníci ukryli v lese Hlubočky pod stoletým dubem u studánky na březopupsko-šarovské hranici. Od té doby se studánce říká Zbojnická. Páni z Hradiště se obávali, že loupežníci zaútočí i na ně, proto vypravili do lesů kolem Šarova silné vojsko, které si na zbojníky počíhalo a všechny je pochytalo. Zbojníci byli zastřeleni. Při jedné silné bouři starý dub vyvrátila vichřice a poklad zůstal v zemi. Lidé se těmto místům vyhýbají, protože v noci v lese straší. Přesně v jednu hodinu se u studánky zjeví dva páni smutného vzezření v bílých halenách, vydají se k místu, kde stával hrad, místo obejdou a vrátí se ke studánce, kde vážně pokyvují hlavami. Jednou za sto let se tu zjevuje neobvykle vysoký pán celý v černém, který nabízí případným kolemjdoucím klíče od zakopaného pokladu. Nikdo si je neodvážil vzít, neboť při pohledu na klíče ucítil nesnesitelný zápach a každý vycítil, že mu jde o život.

### O mostě u hradu Šarova
Podle lidového podání byla tvrz spojena mostem s hospodářským dvorem na Lapači, který novodobá lidová fantazie ztotožňuje s dvorem hejtmana Šarovce.

### Historický román Hejtman Šarovec
Přestože nejde o pověst v pravém slova smyslu, bezesporu má charakter pověsti baladicky laděný historický román Františka Kožíka. Hlavním hrdinou je fiktivní postava, která dala název románu. Dost možná, že to bylo lidové povědomí či spíše podvědomí o hrdinských činech některého Šarovce, co inspirovalo spisovatele, rodáka z moravského Slovácka, k vykreslení příběhu „Hejtman Šarovec“ o statečných slováckých mužích. Děj románu je situován na Slovácko a časově zapadá do období let 1604–1606. Autor však hejtmana Šarovce neusídluje na hrad Šarov, ale na nedalekou tvrz v Hluku, Statečný zeman Šarovec se neohroženě postavil na obranu svého rodného kraje proti cizím nájezdníkům a jako hejtman bojoval v Uhrách proti Turkům. Bojovný Šarovec je vylíčen jako rozporuplná postava, která projde vývojem od hejtmana přes loupeživého rytíře až po lidového hrdinu. Povahou prostý, ale spravedlivý Šarovec ztělesňuje povahu hrdých, ale přátelských slováckých šohajů schopných obětovat se za své soukmenovce. Poněkud odlišným způsobem se obětoval pro soukmenovce několikanásobný přeběhlík Mikuláš Dorkojů, který před lety odešel s bývalým kornetem Matúšem Jastřabíkem do Uher bojovat proti Turkům, v Uhrách však zůstal jako vyzvědač pracující pro nepřátelské bočkajovce. Nakonec se v něm pohne svědomí a když měl za úkol vést na Štědrý den zdivočelou hordu útočníků proti slováckému lidu v Hluku, obětoval svůj život, když úmyslně zavedl bočkajovce do močálů, kde se zavřela voda nad bočkajovci i s vůdcem Mikulášem. Statečností nezůstaly pozadu ani slovácké ženy. Vdově Uliáně, hospodářce na malém dvorci v Trutmanicích, vsi poblíž Rakvic, zaniklé po nájezdu Uhrů, poskytl hejtman Šarovec na tvrzi v Hluku přístřeší, když přišla o vše včetně dítěte. Uliána se spolu se Šarovcem vrhala do všech bojů, a když se srazila s jízdní četou loupeživých hajduků, mezi nimiž poznala vraha svého dítěte, statečně padla v boji.